# Szent Péter és Pál-főplébánia-templom (Óbuda)
A műemlék Szent Péter és Pál-templom Óbuda főplébániájához tartozik. A III. kerületben, a Lajos utcában áll. A III. kerület legnagyobb temploma.

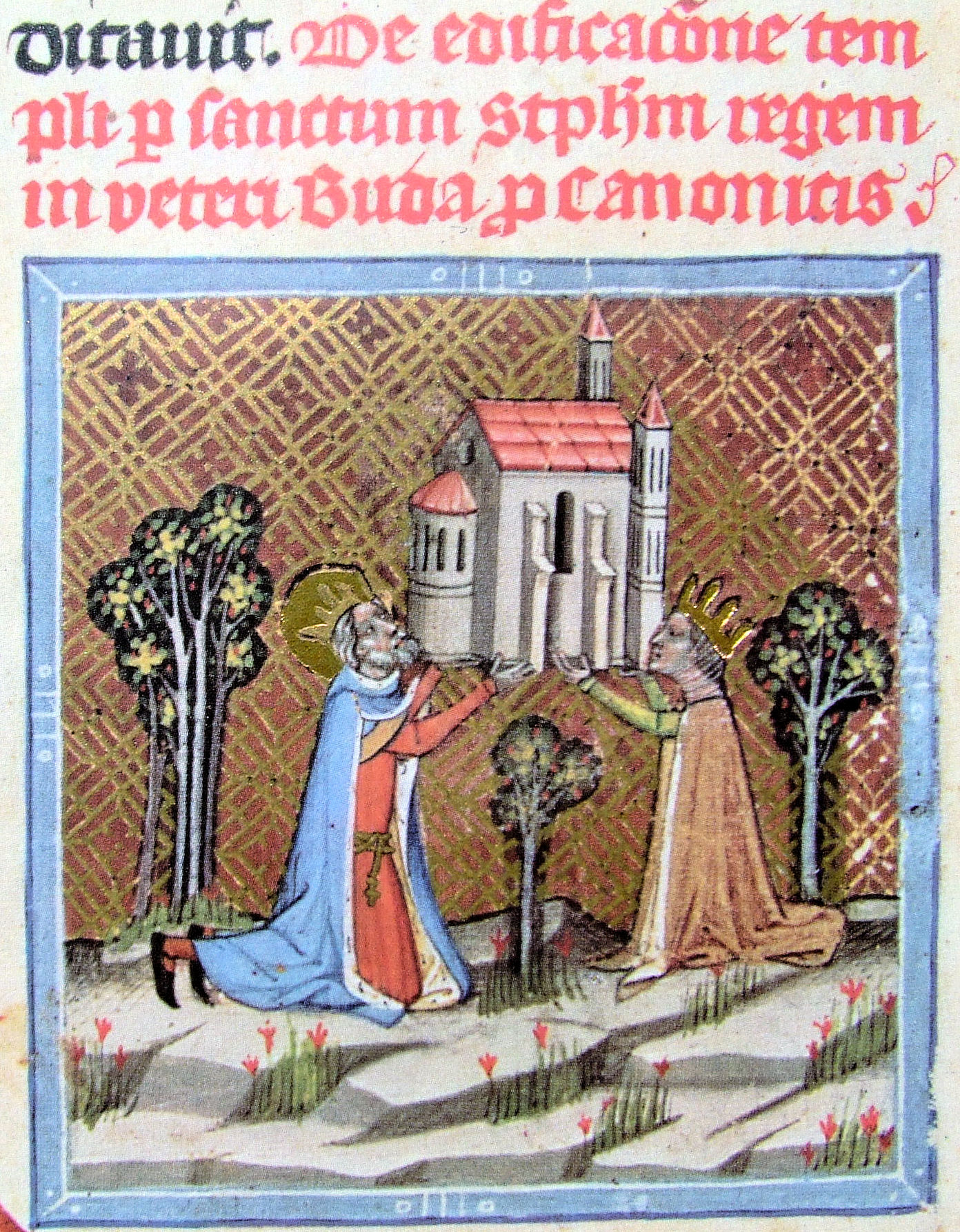
Szent István és Gizella a Képes krónikában

## Története
A templom helyén és annak közelében több, már elpusztult templom is állt. A XIV. századi Képes krónika szerint az első templomot Szent István király és felesége, boldog Gizella alapította 1015-ben. Más források viszont utódjához, Orseolo Péterhez kötik az alapítást.
A mai templom építését Barwick Keresztély Ignác, óbudai plébános és Genszky Simon óbudai bíró kezdeményezte 1735-ben. Az alapkőletétel 1744. június 28-án történt. A templom terveit Paur János György építőmester készítette és ő vezette az építkezést is, ami végül 1749-ben fejeződött be.

## Leírása
Az egyhajós templom belső tere három boltszakaszból áll, ehhez csatlakozik a belül íves, kívül a nyolcszög három oldalával záruló szentély. A főoltár 1773–74-ben készült vörösmárványból, ennek közepén áll a tanító Krisztus szobra egy szoborfülkében. Kétoldalt Szent Péter és Pál szobra látható.
A főoltártól balra a márványmedencés keresztelőkút és a rokokóba hajló stílusú szószék, jobb oldalon Borromeo Szent Károly képe található. A mellékoltárok Szent Julianna, Szent Anna és a Szent Kereszt tiszteletére vannak szentelve. A templomban áll az ún. Kiscelli oltár is, amely a Kiscelli-fennsíkon lévő trinitárius kolostor templomának főoltára volt és a mariazelli kegyszobor másolatát őrizte.
A templom középtornyos főhomlokzatát háromtagú főpárkány díszíti. A díszes kőfaragású főkapu felett Szent Rozália, a kórusablak melletti fülkékben Szent Sebestyén és Rókus, míg a felső peremen Szent Péter és Pál apostolok szobra látható.

## Harangok
A 45 méteres toronyban 3 harang lakik:
- Nagyharang: 812 kg-os, 117 cm alsó átmérőjű, e1 hangú.

Felirata:
„KÉSZÜLT A MAGYAROK NAGYASSZONYA TISZTELETÉRE AZ ÓBUDAI KATHOLIKUS HÍVEK KÖZADAKOZÁSÁBÓL 1919.”
„ÖNTÖTTE SZLEZÁK LÁSZLÓ HARANGÖNTŐ, MAGYARORSZÁG ARANYKOSZORÚS MESTERE BUDAPESTEN 1928.”
Másik oldalon:
„MAGYARORSZÁGRÓL, ÉDES HAZÁNKRÓL NE FELEDKEZZÉL EL SZEGÉNY MAGYAROKRÓL!” 
- Középső harang: 325 kg-os, 86 cm alsó átmérőjű, a1 alaphangú.

Felirata:
„SZENT PÉTER ÉS PÁL TISZTELETÉRE 250 ÉVES TEMPLOMUNKNAK AZ ÓBUDAI HÍVEK”
A harang felső részén a körbefutó díszt megszakítva olvasható az öntőmester neve:
„GOMBOS MIKLÓS”
Másik oldalon: angyalos címer, alatta a felirat: "BUDAPEST, 1996" 
- Lélekharang: 162 kg-os, 67,5 cm alsó átmérőjű, cisz2 hangra hangolták.

Felirata:
"SZENT JÓZSEF HALDOKLÓK PÁRTFOGÓJA KÖNYÖRÖGJ ÉRETTÜNK!"
"ÖNTÖTTE SLEZÁK LÁSZLÓ BUDAPESTEN 1928-BAN, NAGYOBBRA ÖNTÖTTE GOMBOS MIKLÓS ŐRBOTTYÁNBAN 1996-BAN." 
Másik oldalon:
Szent József kép, alatta a felirat: 
"BUDAPEST-ÓBUDA 1996"

## Galéria

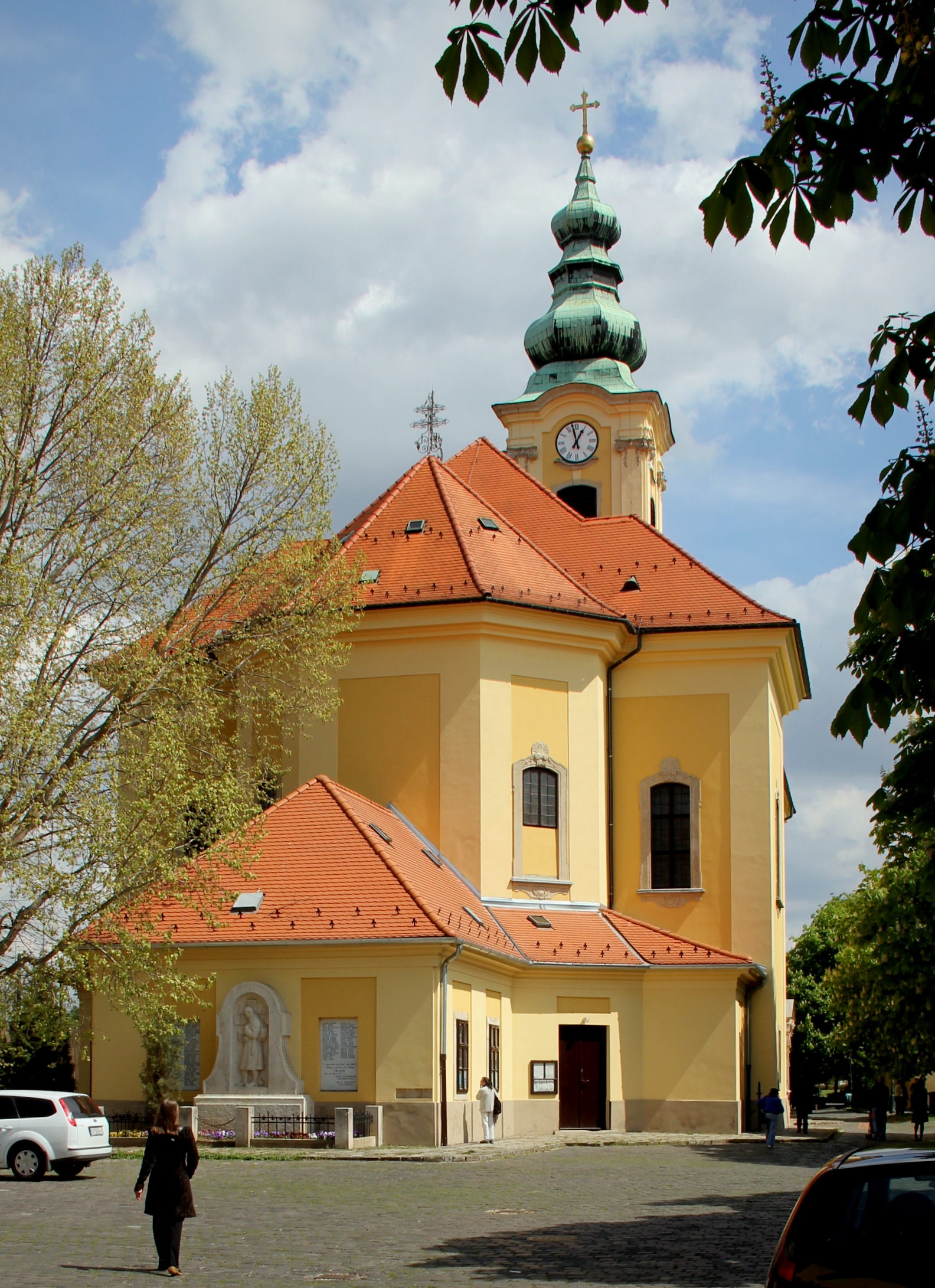
Péter és Pál-templom
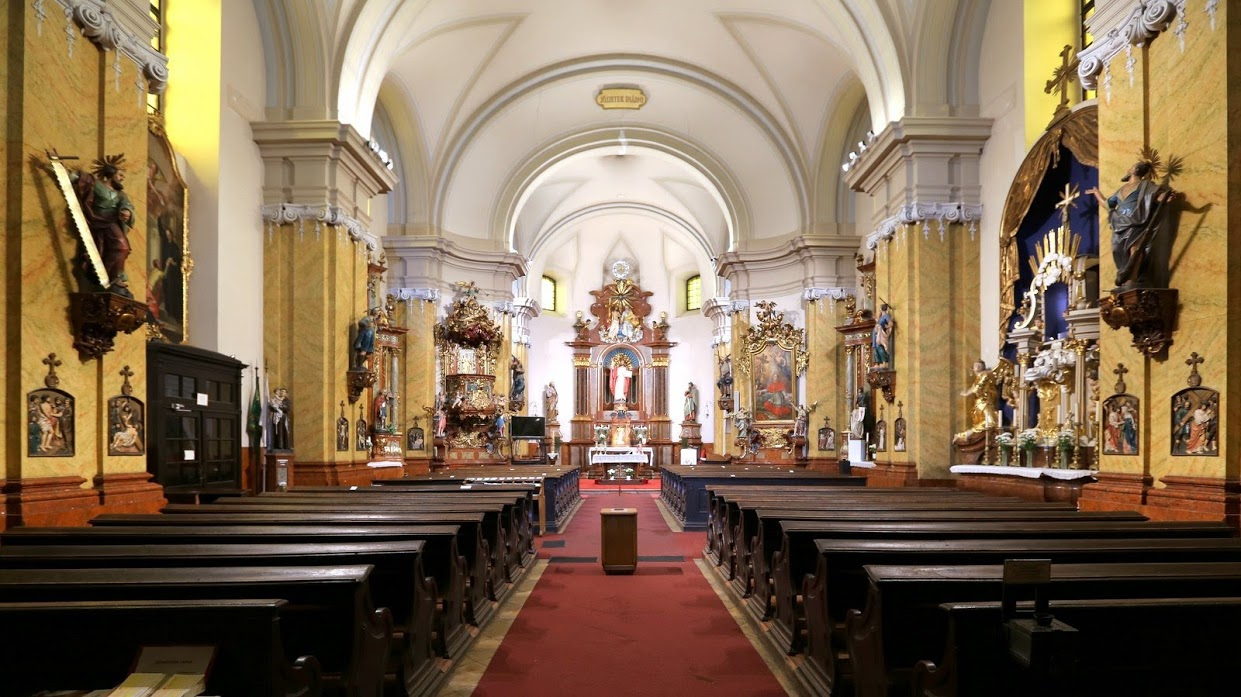
A templomhajó
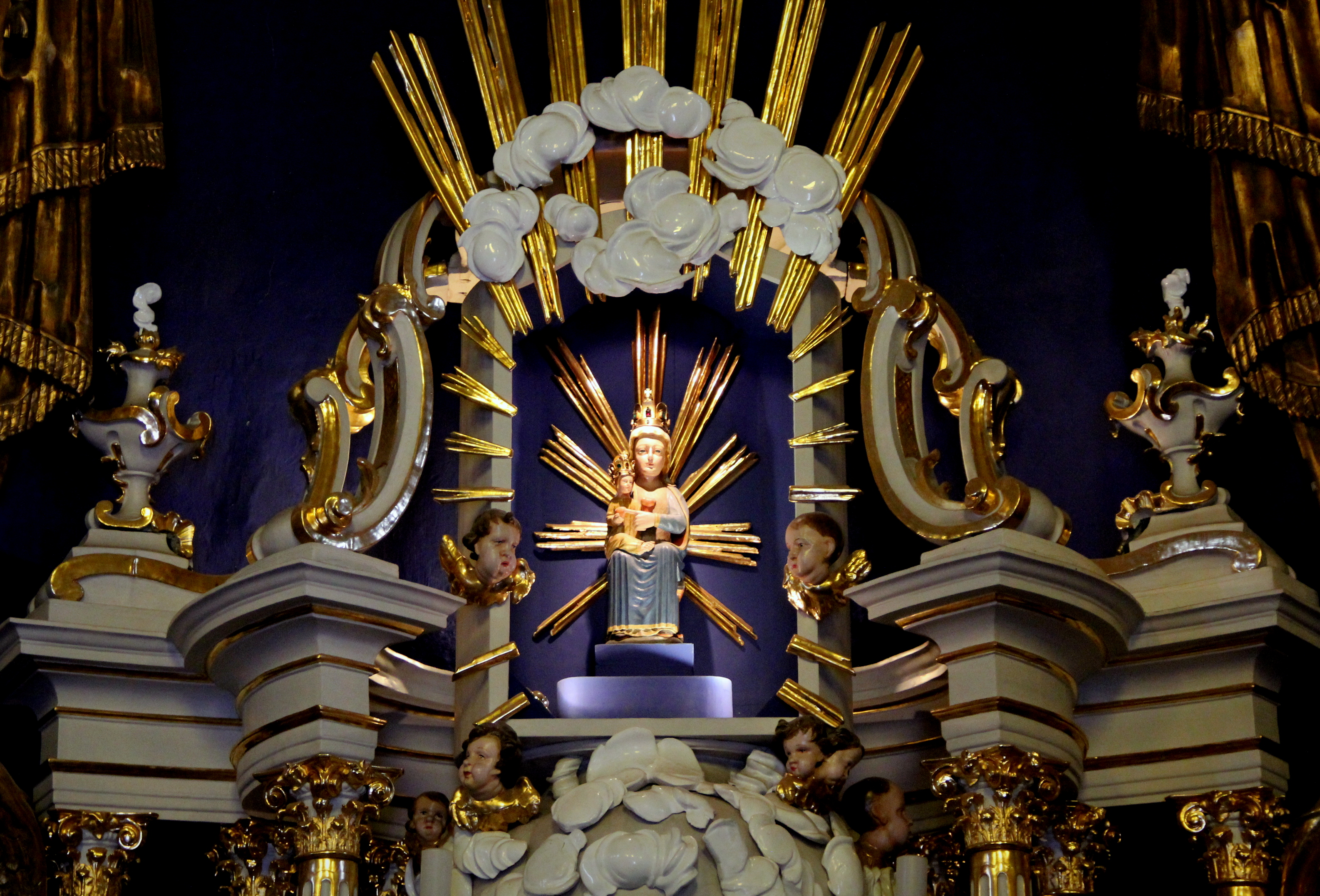
"Kiscelli Mária"
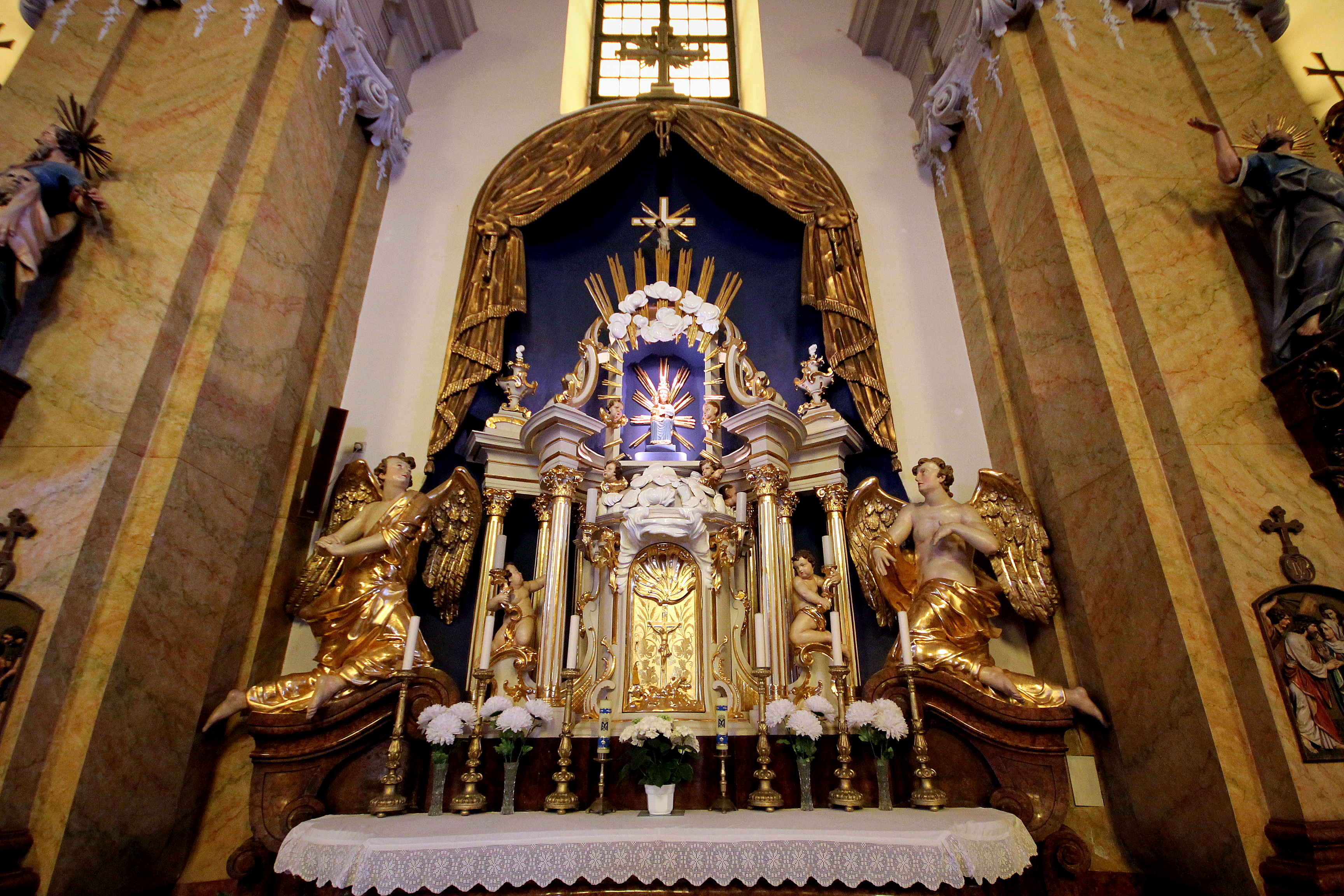
ún. Kiscelli oltár
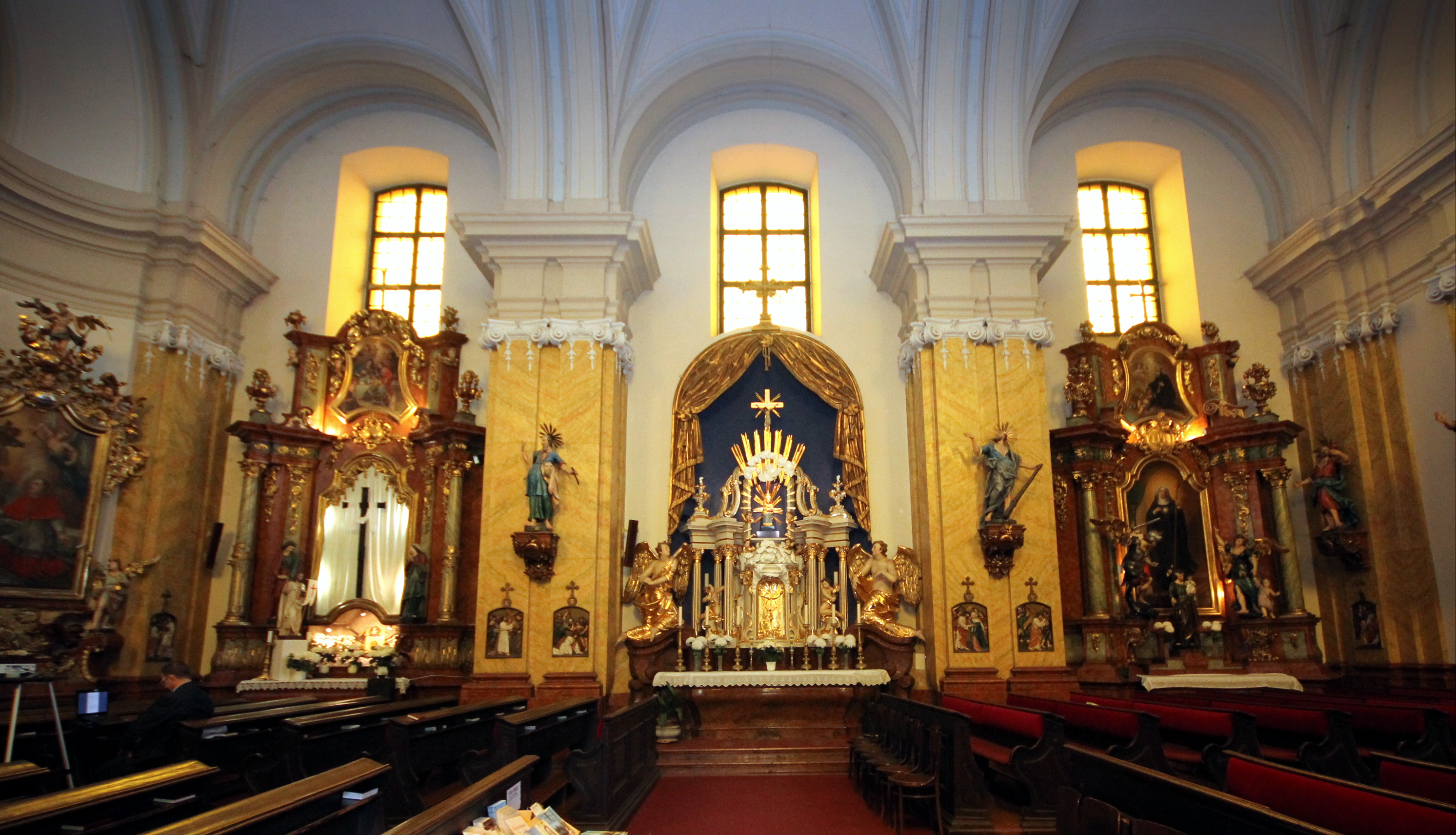
Mellékoltárok
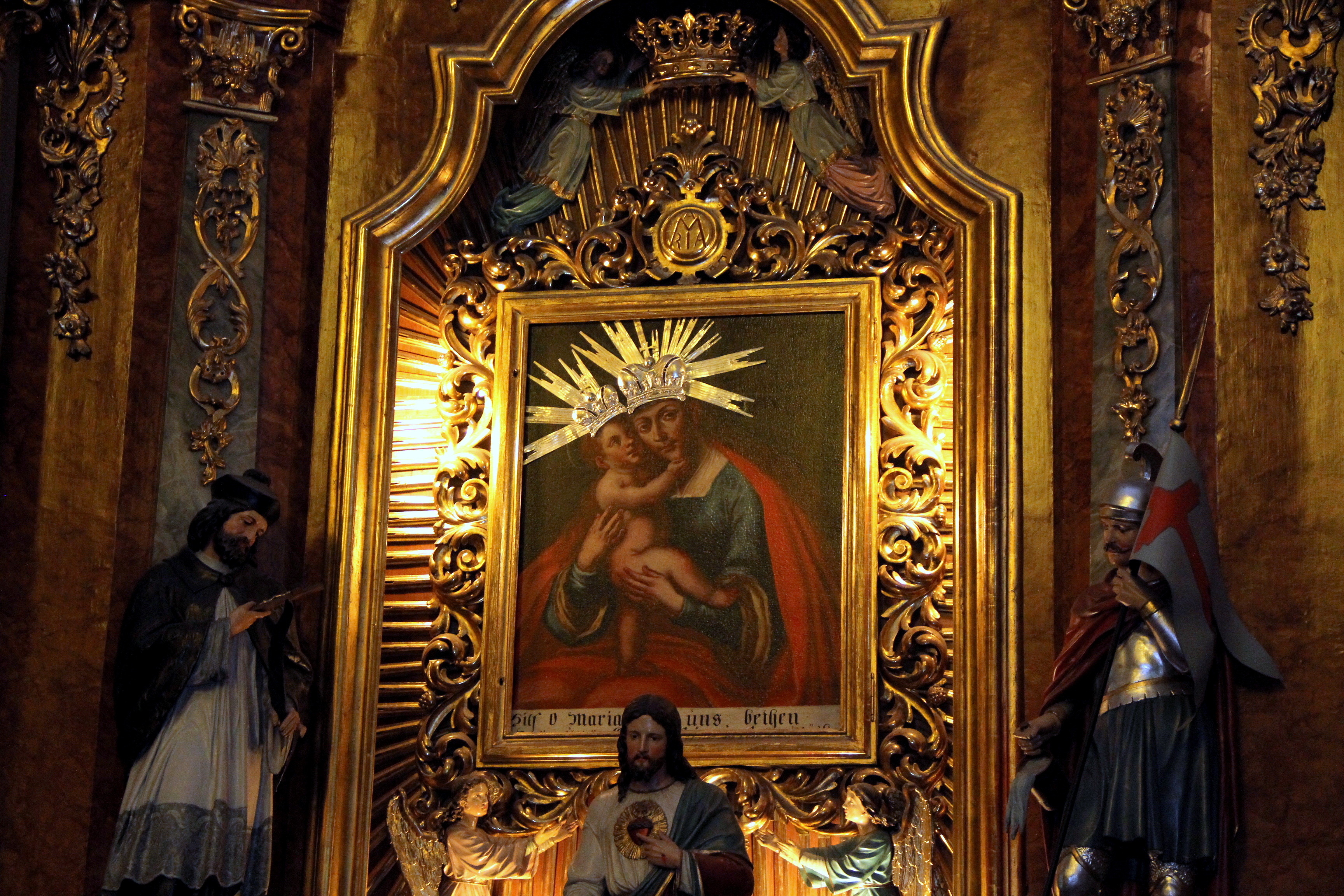
Segítő Mária (Maria Hilf) kegykép
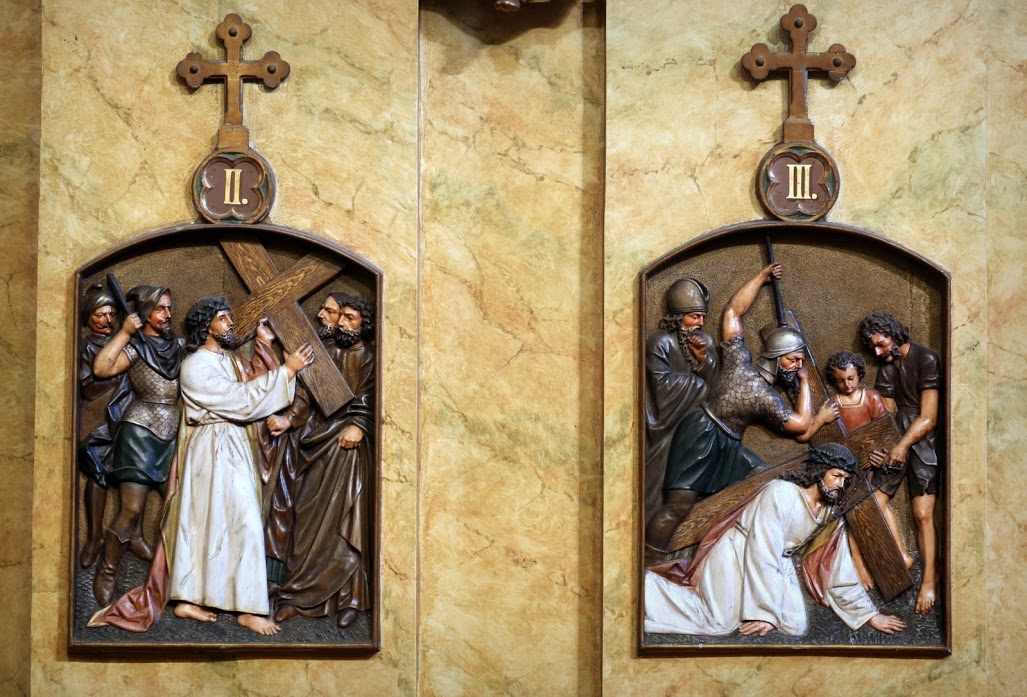
Keresztúti stációk
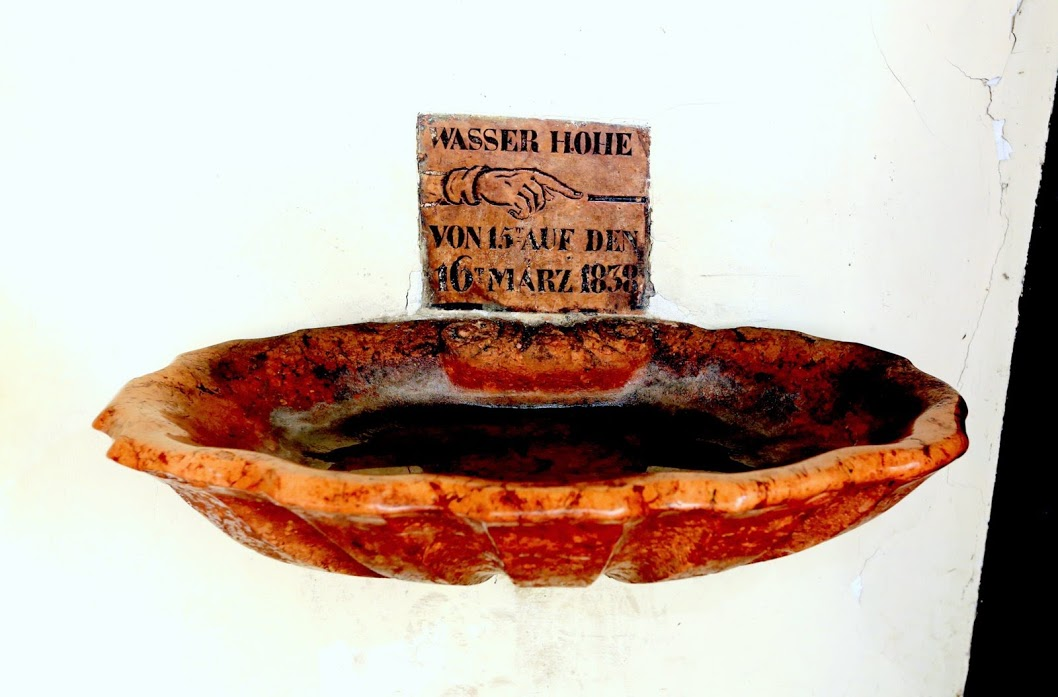
Szenteltvíz-tartó és a korabeli vízállás mutató
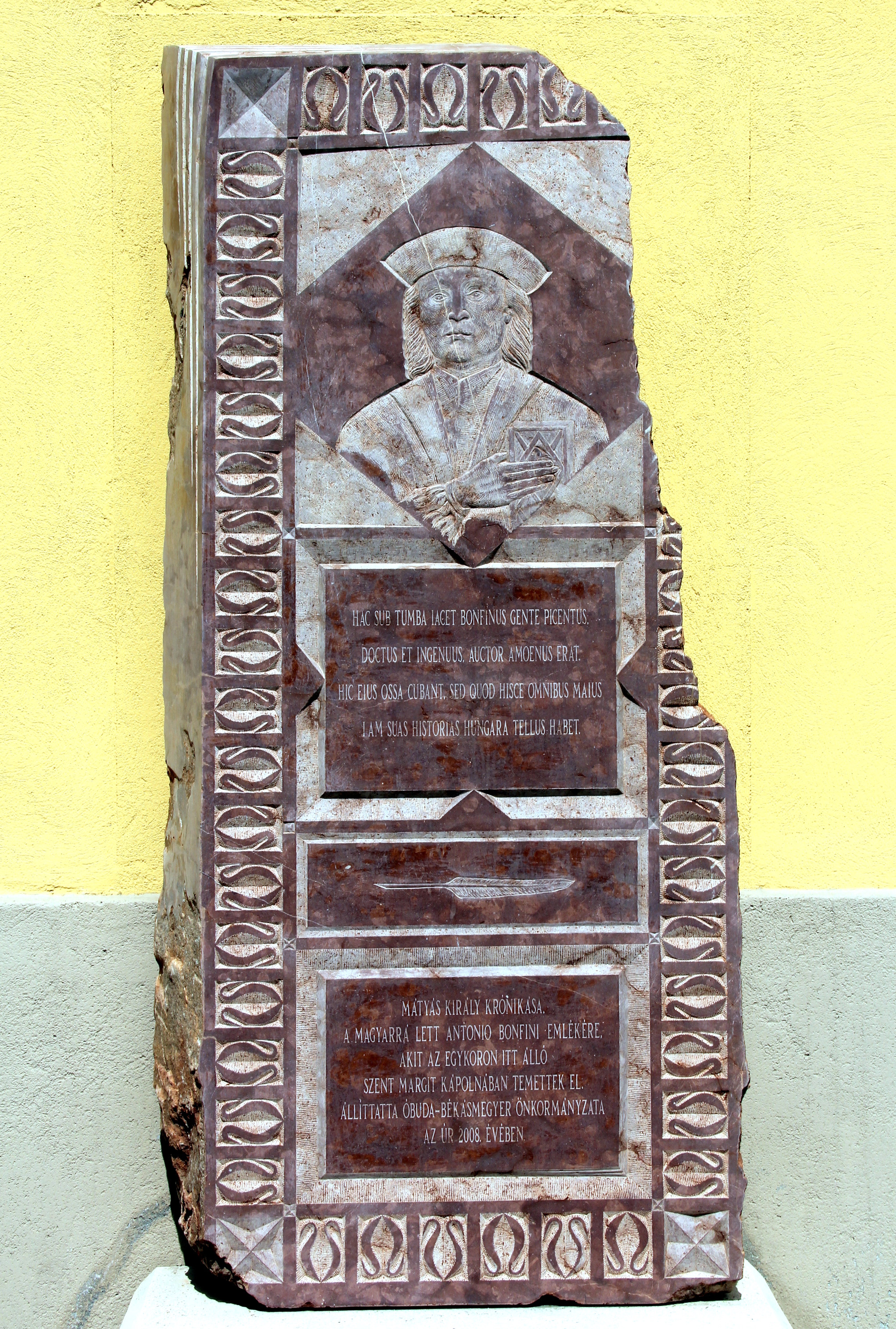
Bonfini jelképes sírköve a templom falánál